# Scheinbare Helligkeit

Ausschnitt aus dem Sternbild Stier – hellster Stern Aldebaran (α Tau) –
Sichtbarkeit bis 4 mag über Großstadt;
Sichtbarkeit 6 mag ohne Lichtverschmutzung

Die scheinbare Helligkeit gibt an, wie hell Sterne oder andere Himmelskörper einem Beobachter auf der Erde im Vergleich erscheinen. Dieser astronomische Vergleichswert wird anhand einer logarithmischen Skala beschrieben und als Zahl angegeben mit dem Zusatz Magnitudo, kurz mag (auch m), veraltet auch Größenklasse oder Größe.
Sterne der 1. Helligkeitsklasse scheinen heller als Sterne 2. oder 3. Klasse und werden auf dieser Skala mit einem niedrigeren Zahlenwert für ihre Magnitude (mag) angegeben. Je niedriger dieser Wert, desto größer ist die scheinbare Helligkeit eines Gestirns; sehr helle Objekte haben einen negativen mag-Wert. Einem hundertmal helleren Objekt wird definitionsgemäß ein um 5 mag niedrigerer Wert zugeordnet; ein Stern 1. Größe mit 1,0 mag ist damit rund 2,512-mal so hell wie ein Stern 2. Größe mit 2,0 mag (ebenso für die weiteren Stufen).
Zum Vergleich der tatsächlichen Leuchtkraft von Himmelsobjekten dient als Hilfsgröße die sogenannte absolute Helligkeit. Sie entspricht jeweils der Helligkeit eines gegebenen Objekts, wenn man es aus einer Distanz von 10 Parsec (ca. 32,6 Lichtjahre oder 308,6 Billionen Kilometer) beobachten würde. Aus dieser Entfernung erschiene unsere Sonne als Stern mit einer absoluten visuellen Helligkeit von 4,84 mag; aus dem mittleren Abstand Erde-Sonne (1 AE) gesehen hat sie die scheinbare Helligkeit von etwa −27 mag als das weitaus hellste Objekt am irdischen Himmel.

## Geschichte
Die ursprünglich 6-stufige Helligkeitsskala ist erstmals bei Claudius Ptolemäus im Sternkatalog des Almagest (2. Jh. n. Chr.) belegt. Die Behauptung, dass sie bereits früher von Hipparch von Nikäa (2. Jh. v. Chr., genaue Lebensdaten unklar) verwendet worden sei, lässt sich nicht belegen oder widerlegen, weil der Sternkatalog von Hipparch, dessen ehemalige Existenz uns durch Plinius d.Ä. und Ptolemäus überliefert ist, nicht erhalten ist. Die einzige erhaltene Schrift von Hipparch, ein Kommentar an das Lehrgedicht Aratos, überliefert zwar sehr genaue Positionsangaben, lässt aber klar auf ein Nichtvorhandensein einer Magnitudenskala schließen, da Helligkeiten von Sternen (wenn überhaupt) nur mit Vokabeln (groß/ klein) angegeben werden oder durch die Angabe, dass diese Sterne sogar bei Vollmond sichtbar sind. Behauptungen, dass die Magnitudenskala bereits auf die babylonische Astronomie zurückgehe, datieren auf die Zeit des Panbabylonismus und können in den Texten der mathematischen babylonischen Astronomie nicht belegt werden [Vgl. Editionen der Babylonischen Astronomischen Tagebücher]. Der früheste Beleg (der möglicherweise nicht überlieferte Vorlagen hatte) der Magnitudenskala ist also der Sternkatalog im Almagest (2. Jh. n. Chr.). Dort werden die freiäugig sichtbaren Sterne in sechs Größenklassen eingeteilt, jedoch ohne die Methode dieser Bestimmung näher zu beschreiben. Die hellsten Gestirne wurden der ersten Größe zugerechnet, die schwächsten der sechsten Größe.
Später wurde die Skala nach beiden Seiten hin erweitert, um sowohl hellere Objekte als auch – nach Aufkommen des Teleskops – schwächere Objekte vergleichend einordnen zu können. Die heutige Skala der scheinbaren Helligkeit ist den Sinneswahrnehmungen entsprechend logarithmisch (siehe Weber-Fechner-Gesetz). Sie wurde im Jahr 1856 von Norman Pogson so definiert, dass ein Stern erster Größe mit 1,0 mag genau hundertmal so hell ist wie ein Stern sechster Größe mit 6,0 mag, und dieser hundertmal heller als ein Stern mit 11,0 mag, der somit zehntausendmal dunkler ist als der mit 1,0 mag. Ein Größenunterschied von 1 Magnitude (mag) entspricht damit einem Helligkeitsunterschied um den Faktor {\displaystyle {\sqrt[{5}]{100}}\approx 2{,}511886} beziehungsweise einer Lichtwertdifferenz von {\displaystyle \log _{2}{\sqrt[{5}]{100}}\approx 1{,}33} Lichtwertstufen. Die Kalibrierung der Skala erfolgte an sogenannten Standardsternen.

## Visuelle Helligkeit
Die Beobachtbarkeit eines astronomischen Objekts hängt von verschiedenen Faktoren ab – Flächenhelligkeit des Objekts, Beobachtungsbedingungen (Lichtverschmutzung), Lichtsammelvermögen des Instruments, spektrale Empfindlichkeit. Dabei ist die scheinbare Helligkeit eines Gestirns im Bereich des sichtbaren Lichts nur ein Teil der Gesamtleistung (bolometrische Helligkeit). So kann ein Objekt auf einem anderen Beobachtungsband, etwa im Infrarot-Bereich, heller erscheinen. Für wissenschaftliche Beobachtungszwecke wurde eine Reihe unterschiedlicher Filtersysteme definiert, durch deren Einsatz Beobachtungen mit verschiedenen Teleskopen und Instrumenten vergleichbar werden. Im Unterschied zu fotografisch bzw. photoelektrisch mit anderer spektraler Empfindlichkeit gemessenen Helligkeiten wird jene scheinbare Helligkeit, wie sie dem menschlichen Auge mit visueller Wahrnehmung erscheint, als visuelle Helligkeit bezeichnet.
Die scheinbare visuelle Helligkeit ist abhängig von der Entfernung der Erde beziehungsweise des Beobachters vom beobachteten Objekt und bei nicht selbst leuchtenden Objekten – wie Planeten, Zwergplaneten, Asteroiden, transneptunischen Objekten und anderen – zusätzlich jeweils von der Phase und dem Abstand zum zentralen Stern. So erscheint wegen seiner Nähe der Mond zu Vollmond wesentlich heller als weit entfernte Sterne, obwohl diese milliardenfach stärker leuchten. Der Wert −26,832 mag für die Sonne wurde 2015 durch die IAU mit Resolution B2 beziffert.
| Name                          | Objekttyp           | Maximale beobachtete Magnitude |
| ----------------------------- | ------------------- | ------------------------------ |
| Sonne                         | Stern               | −26,832 mag                    |
| Sonne, vom Neptun aus gesehen | Stern               | −19,35 mag                     |
| Vollmond                      | Mond                | −12,73 mag                     |
| Iridium-Flare                 | Satellit            | −9,00 mag                      |
| ISS                           | Raumstation         | −5,00 mag                      |
| Venus                         | Planet              | −4,67 mag                      |
| Jupiter                       | Planet              | −2,94 mag                      |
| Mars                          | Planet              | −2,91 mag                      |
| Merkur                        | Planet              | −1,90 mag                      |
| Sirius                        | Stern               | −1,46 mag                      |
| Canopus                       | Stern               | −0,73 mag                      |
| Saturn                        | Planet              | −0,47 mag                      |
| Wega                          | Stern               | 0,03 mag                       |
| Hyaden                        | Offener Sternhaufen | 0,50 mag                       |
| Plejaden                      | Offener Sternhaufen | 1,60 mag                       |
| Coma-Sternhaufen              | Offener Sternhaufen | 1,80 mag                       |
| Polarstern                    | Stern               | 1,97 mag                       |
| Andromeda                     | Galaxie             | 3,40 mag                       |
| Praesepe                      | Offener Sternhaufen | 3,10 mag                       |
| Orionnebel                    | Emissionsnebel      | 3,70 mag                       |
| h Persei                      | Offener Sternhaufen | 5,20 mag                       |
| Uranus                        | Planet              | 5,50 mag                       |
| (1) Ceres                     | Zwergplanet         | 6,60 mag                       |
| Neptun                        | Planet              | 7,80 mag                       |
| (134340) Pluto                | Zwergplanet         | 13,90 mag                      |
| (136199) Eris                 | Zwergplanet         | 18,80 mag                      |
| S Ori 70                      | Planemo             | 20,80 mag                      |

## Schreibweisen
Der Polarstern hat eine scheinbare Helligkeit („Magnitude“) von etwa zwei. Folgende Schreibweisen sind hierfür üblich:
- 2,0m
- 2{\displaystyle {\stackrel {\text{m}}{\text{,}}}}0[5]
- 2,0 mag
- 2. Magnitude
- m = 2,0
- Stern 2. Größe
- Größenklasse 2
- 2. Größenklasse

Als Einheitenzeichen empfiehlt die Internationale Astronomische Union die Schreibweise „2,0 mag“ und rät von einem hochgestellten m ab. Jedoch wird vom Autor Hans-Ulrich Keller die Meinung vertreten, dass „mag“ in populärwissenschaftlicher Literatur verwendet wird, aber in der professionellen Astronomie die Schreibweise mit hochgestelltem m nach dem ganzzahligen Wert üblich ist (2. Variante von oben).

## Definition
Nach Norman Robert Pogson entspricht ein Helligkeitsunterschied von 1:100 einem Unterschied von fünf Größenklassen bzw. 5 mag. Die Magnituden-Skala ist logarithmisch, ebenso wie Sinnesempfindungen des Menschen nach dem Weber-Fechner-Gesetz dem Logarithmus des Reizes proportional sind.
Physikalisch ist die Helligkeitsskala durch die Energie des einfallenden Lichtes definiert (bolometrische Helligkeit). Wenn {\displaystyle m_{0},m_{1}} die Magnituden und {\displaystyle \Phi _{0},\Phi _{1}} die gemessenen Lichtströme zweier Himmelskörper sind, gilt für ihren Helligkeitsunterschied
{\displaystyle \Delta m=m_{1}-m_{0}={\frac {-5\cdot \lg \left({\frac {\Phi _{1}}{\Phi _{0}}}\right)}{\lg(100)}}\,\mathrm {mag} ={\frac {-5\cdot \ln \left({\frac {\Phi _{1}}{\Phi _{0}}}\right)}{\ln(100)}}\,\mathrm {mag} },
wobei die Funktion {\displaystyle \lg } dem dekadischen Logarithmus (zur Basis 10) entspricht, was zu {\displaystyle \Delta m=-{\frac {5}{2}}\cdot \lg \left({\frac {\Phi _{1}}{\Phi _{0}}}\right)\,\mathrm {mag} } vereinfacht werden kann.
Nimmt man für {\displaystyle \Phi _{0}} den Lichtstrom eines Objekts der Größenklasse 0, so erhält man die Helligkeit des ersten Objekts
{\displaystyle m_{1}={\frac {-5\cdot \lg \left({\frac {\Phi _{1}}{\Phi _{0}}}\right)}{\lg(100)}}\,\mathrm {mag} ={\frac {-5\cdot \ln \left({\frac {\Phi _{1}}{\Phi _{0}}}\right)}{\ln(100)}}\,\mathrm {mag} }
Für kleine Helligkeitsvariationen (d. h. {\displaystyle {\frac {\Phi _{1}}{\Phi _{0}}}\approx 1}) gilt näherungsweise
{\displaystyle \Delta m\approx {\frac {-5\cdot \left(\Phi _{1}-\Phi _{0}\right)}{\ln(100)\cdot \Phi _{0}}}\,\mathrm {mag} }
Die Quotienten der hierin auftauchenden Konstanten betragen (beide Darstellungen verdeutlichen den Zusammenhang mit der Definition)
{\displaystyle {\frac {5}{\lg(100)}}=2{,}5} und {\displaystyle {\frac {5}{\ln(100)}}\approx 1{,}0857}.
Das Verhältnis der Helligkeit der Klasse m zur Helligkeit der Klasse (m+1) ist
{\displaystyle {\frac {{\text{Helligkeit}}({\text{Klasse}}[m])}{{\text{Helligkeit}}({\text{Klasse}}[m+1])}}={\sqrt[{5}]{100}}=10^{0{,}4}\approx 2{,}512}
Beispielsweise entspricht ein relativer Helligkeitsunterschied von 1 ppm einer Helligkeitsklassendifferenz von etwa 1,1 µmag.

### Photometrischer Nullpunkt
Mit dem Beginn der Photometrie wurden die einzelnen Klassen weiter unterteilt, für moderne Messinstrumente ist eine fast beliebige Verfeinerung möglich. Ein genauer Referenzwert wurde notwendig. Anfänglich wurde die Skala am Polarstern mit 2,1 mag ausgerichtet, bis sich herausstellte, dass dessen Helligkeit geringfügig variiert. Als Referenz dient daher traditionell der Stern Wega, dessen Helligkeit mit der Magnitude null festgesetzt wurde. Zur Kalibrierung moderner photometrischer Systeme dient heute eine Gruppe genau gemessener Referenzsterne nahe dem Himmelspol, die so genannte „Polsequenz“. Das häufig verwendete UBV-System wird beispielsweise derart kalibriert. Dadurch ergibt sich für Wega im UBV-System eine scheinbare Helligkeit von V = +0,03 mag. Farbindizes sind so definiert, dass Sterne des Typs A0V (zu diesen gehört Wega) im Mittel Farbindex 0,00 haben. Helligkeitssysteme mit dieser Eigenschaft werden als „Wega-Helligkeiten“ bezeichnet.
Weiterhin ist die scheinbare Helligkeit abhängig von der Wellenlänge des Lichts. Daher wird in der beobachtenden Astronomie die scheinbare Helligkeit oft für den visuellen Spektralbereich um 550 Nanometer angegeben. Sie wird durch das Symbol V gekennzeichnet. Weitere gebräuchliche Bereiche für optische Teleskope sind U (Ultraviolett, 365 nm), B (blau, 445 nm), R (rot, 658 nm), I, J, H und K (nahes Infrarot, 806 bis 2190 nm).
Die Gaia-Mission kann Sterne mit Magnitude heller als 3 nicht auf üblichem Wege messen und kann mit Sternen heller als 7 nur eingeschränkt umgehen, daher ist die Polsequenz zur Kalibrierung nicht geeignet. Für die Kalibrierung wurde eine neue Liste von ca. 200 Bezugssternen verschiedener Spektralklassen herangezogen, die den Gaia Spectrometric Standard Catalog (SPSS) bilden. Die überwiegende Mehrheit dieser Objekte hat eine Magnitude zwischen 10 und 15,5. Gaia benutzt eine eigene Definition der Magnitude genannt G-Band-Magnitude bzw. G-Magnitude (G) in Kurzform. Gaia ist eine selbstkalibrierende Mission, so dass die verschiedenen Kataloge unterschiedliche Definitionen für die Magnitude benutzen.

### Beleuchtungsstärke
Ein Objekt der scheinbaren visuellen Helligkeit {\displaystyle m_{\mathrm {v} }} bewirkt auf einer Fläche senkrecht zur Strahlrichtung eine Beleuchtungsstärke von
{\displaystyle E_{\mathrm {v} }=10^{-0,4\left({\frac {m_{\mathrm {v} }}{\mathrm {mag} }}+14,2\right)}\,\mathrm {lx} \,.}
Sirius (mv = −1,46 mag) bewirkt beispielsweise eine Beleuchtung von 8 μlx.

### Gesamthelligkeit von Mehrfachsternen
Die Gesamthelligkeit eines Mehrfachsterns errechnet sich aus den Lichtströmen der Einzelkomponenten:
{\displaystyle m_{\mathrm {ges} }=-2{,}5\,\mathrm {mag} \cdot \lg \sum _{k=1}^{n}10^{-{\frac {0{,}4}{\mathrm {mag} }}\,m_{k}}}
Im Fall eines Doppelsterns (n=2) mit den Helligkeiten m1 und m2 der Einzelkomponenten erhält man:
{\displaystyle m_{\mathrm {ges} }=-2{,}5\,\mathrm {mag} \cdot \lg \left(10^{-{\frac {0{,}4}{\mathrm {mag} }}\,m_{1}}+10^{-{\frac {0{,}4}{\mathrm {mag} }}\,m_{2}}\right)=m_{1}-2{,}5\,\mathrm {mag} \cdot \lg \left(1+10^{+{\frac {0{,}4}{\mathrm {mag} }}\,(m_{1}-m_{2})}\right)}

### Kometen
Die scheinbare Helligkeit von Kometen kann beschrieben werden durch:
{\displaystyle m_{\mathrm {0} }+2{,}5\,\mathrm {mag} \cdot 2\cdot \lg {(\Delta )}+2{,}5\,\mathrm {mag} \cdot n\cdot \lg {(r)}}
Dabei ist:
m0: Helligkeit, die der Komet hätte, befände er sich genau im Abstand von 1 AE zur Erde und Sonne
Δ: Abstand zur Erde in Einheiten von AE
Der Faktor 2 entsteht durch die quadratische Abhängigkeit vom Abstand
n: Veränderung der Helligkeit bei Änderung des Sonnenabstands. Ohne Wechselwirkung liegt er bei 2.
r: Abstand zur Sonne in Einheiten von AE
m0 und n sind Fitparameter, die aus Messungen abgeleitet werden und einen Vergleich der Kometen untereinander zulassen. Beispielsweise konnte der Helligkeitsverlauf des Kometen Tempel 1 mit den Parametern m0 = 5,5 mag und n = 25 recht gut wiedergegeben werden.

## Leistungsgrenze eines optischen Instruments
An einem stark lichtverschmutzten Himmel, etwa dem über einer Großstadt, kann auch das dunkeladaptierte Auge nur Objekte bis zu 4 mag erkennen, unter besseren Umständen auf dem Land bis zu 6 mag. Unter idealen Bedingungen ohne Lichtverschmutzung, etwa auf hoher See, können am nachtschwarzen Himmel mit bloßem Auge außer der Milchstraße, dem Zodiakallicht und dem Gegenschein auch lichtschwächere Sterne über 7 mag beobachtet werden, mit sehr scharfen Augen sogar knapp 8 mag (siehe auch Bortle-Skala).
Mit Beobachtungsgeräten sind weitere Sterne zu erkennen; die scheinbare Helligkeit der schwächsten gerade noch erkennbaren nennt man Grenzhelligkeit oder Grenzgröße. Diesbezüglich lässt sich die Leistung von Teleskopen mit der Öffnung D durch Vergleich mit der Pupillenöffnung d des Auges abschätzen. Um wie viel Helligkeitsstufen die instrumentelle Grenzgröße über der freiäugigen Grenzgröße liegt, ergibt sich aus dem Verhältnis D/d (und da die Öffnungsfläche quadratisch vom Durchmesser abhängt, entsteht mit der logarithmischen Definitionsgleichung der Faktor 2):
{\displaystyle m_{\mathrm {Instr} }=m_{\mathrm {Auge} }+2{,}5\,\mathrm {mag} \cdot 2\cdot \lg {\left({\frac {D}{d}}\right)}}
Legt man für die Beobachtung mit freiem Auge eine Grenzhelligkeit von 6 mag zugrunde sowie einen Pupillendurchmesser von d = 7 mm, so erhält man:
{\displaystyle m_{\mathrm {Instr} }=6\,\mathrm {mag} +5\,\mathrm {mag} \cdot \lg {\left({\frac {D}{7\,\mathrm {mm} }}\right)}}
Die Beziehung lässt sich vereinfachen, denn {\displaystyle \textstyle 5\cdot \lg {\left({\frac {1}{7}}\right)}=-4{,}2}:
{\displaystyle m_{\mathrm {Instr} }=1{,}8\,\mathrm {mag} +5\,\mathrm {mag} \cdot \lg {\left({\frac {D}{\mathrm {mm} }}\right)}}
Ein Fernglas mit der Öffnung von 20 mm erweitert die Sichtbarkeit um gut zwei Größenklassen, ein Teleskop von 70 mm um fünf, im Beispiel also bis 11 mag und eines von 200 mm bis 13 mag.
Großteleskope dringen mit entsprechend langen Belichtungszeiten und mit Bildsensoren auf Größenklassen von 30 mag vor. Die derzeitige Instrumentierung des Hubble-Weltraumteleskops sieht noch Sterne der 31. Größenklasse.

## Die scheinbare Helligkeit in der Praxis

### Beobachtbarkeit mit bloßem Auge
Die scheinbare Helligkeit der Sonne, ihrer Planeten und unseres Mondes schwankt unter anderem wegen deren variabler Entfernung zur Erde teils stark. Noch stärker kann die Magnitude bei nicht selbst leuchtenden Himmelsobjekten wie dem Mond von der Phase abhängen (Mondsichel um Neumond). Auch manche Sterne zeigen Veränderungen ihrer scheinbaren Helligkeit über relativ kurze Zeitspannen. Doch sind hierfür nicht Entfernungsschwankungen der Grund, sondern Änderungen in der Lichtemission dieser Strahlungsquellen oder deren Bedeckung durch andere Himmelskörper. Für solche veränderlichen Sterne wird daher eine scheinbare Helligkeit als Schwankungsbreite innerhalb der beobachteten Grenzen angegeben.

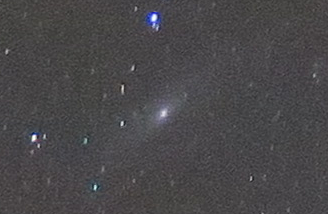
Veranschaulichung der Flächenhelligkeit: Andromeda-Galaxie (3,5 mag) in der Mitte. Der hellste Stern oben ist Titawin (4,1 mag).

Zu beachten ist auch, dass gewisse Himmelsobjekte wie beispielsweise die Andromeda-Galaxie (3,5 mag) Objekte sind, deren Gesamthelligkeit einem größeren Himmelsareal zugeordnet ist. Daher benötigt die Beobachtung der Andromeda-Galaxie gute Sichtbedingungen, während zum Beispiel ein Stern wie Iota Cephei (3,6 mag) noch von Städten aus gesehen werden kann.
Die freisichtigen Sterne verteilen sich wie folgt – mit dem Henry-Draper-Katalog als Vergleich:
| Anzahl Sterne | Größenklasse | Magnitude     | Bemerkung                                                             |
| ------------- | ------------ | ------------- | --------------------------------------------------------------------- |
| 22            | 1            | ≤ 1,5         | 22 Sterne ohne Sonne (→Liste)                                         |
| 70            | 2            | 1,5 < x ≤ 2,5 | (→Liste)                                                              |
| 170           | 3            |               |                                                                       |
| 430           | 4            |               | nach Argelander/Kapteyn                                               |
| 1.200         | 5            |               |                                                                       |
| 4.000         | 6            |               |                                                                       |
| 9.110         |              | < 6,5         | Gemäß Bright-Star-Katalog (1908)                                      |
| 11.713        |              | < 7,1         | Erweiterte Fassung des Bright-Star-Katalogs („Harvard Revised“, 1983) |
| 359.083       |              | < 9,0         | Henry-Draper-Katalog (1949)                                           |

Der Flamsteed-Katalog führt 2554 Sterne an, die bei Erstellung des Katalogs vom Süden Englands aus mit bloßem Auge sichtbar waren. Zu den am weitesten entfernten, freiäugig sichtbaren Sternen unserer Milchstraße zählt neben den veränderlichen VV Cephei A und RW Cephei sowie μ Cep, dem Granatstern, und ν Cep (4,29 mag, 4700 Lj) – alle im Sternbild Kepheus – auch P Cygni (derzeit um 4,82 mag, etwa 5200 Lichtjahre entfernt) im Schwan. Der 25 000 Lichtjahre entfernte Pistolenstern im Sternbild Schütze (Sagittarius) erscheint nur zwischen 7,1 und 7,6 mag hell, da ihn der Pistolennebel verdeckt.
Die entferntesten freiäugig sichtbaren ständigen Objekte sind benachbarte Galaxien:
- Am Nordhimmel:
  - der Andromeda-Nebel (M 31) in 2,5 Millionen Lichtjahren mit 3,5 mag und
  - bei sehr guten Bedingungen der Dreiecksnebel (M 33) in 2,8 Millionen Lj Entfernung mit 5,7 mag sowie
  - – bei überaus günstigen Bedingungen – für sehr gute Beobachter darüber hinaus Bodes Galaxie (M 81) mit 6,9 mag, 12 Millionen Lj entfernt.[12]
- Am Südhimmel sind:
  - die Große Magellansche Wolke in 160 000 Lj Entfernung mit 0,9 mag und
  - die Kleine Magellansche Wolke in 200 000 Lj mit 2,7 mag
recht helle Objekte und gehören als Satellitengalaxien der Milchstraße zur Lokalen Gruppe,
  - die 12 Millionen Lj entfernte Galaxie Centaurus A mit 6,6 mag ist dagegen Teil der M83-Gruppe,
  - zu der auch die südliche Feuerradgalaxie (M 83) mit 7,5 mag zählt.

### Besondere Objekte
Neben den „klassischen“ Himmelsobjekten gibt es einige weitere Objekte, die nur kurzzeitig in auffällige Erscheinung treten beziehungsweise nur an bestimmten Orten auf der Erde zu sehen sind. Sie können sogar die Helligkeit der Venus übertreffen.
| Objekt                      | Ursache                                                 | Beispielereignis                                                                   | mag.max | Dauer                   |
| --------------------------- | ------------------------------------------------------- | ---------------------------------------------------------------------------------- | ------- | ----------------------- |
| Meteor in der Erdatmosphäre | Teilchen in der Atmosphäre werden zum Leuchten angeregt | Lugo-Bolide                                                                        | −23 mag |                         |
| Komet                       | Reflexion des Sonnenlichts am Staubschweif              | Großer Septemberkomet, Komet Ikeya-Seki                                            | −17 mag |                         |
| Künstliche Satelliten       | Reflexion des Sonnenlichts                              | Iridium-Flare Iridium-Satelliten                                                   | −9 mag  | bis zu mehreren Minuten |
| Künstliche Satelliten       | Reflexion des Sonnenlichts                              | Internationale Raumstation                                                         | −5 mag  | bis zu mehreren Minuten |
| Supernova-Explosion         | Plötzliche Energieabgabe                                | Supernova 1006                                                                     | −9 mag  | 17 Tage                 |
| Gammablitz                  | Plötzliche Energieabgabe                                | GRB 080319B war 2008 mit 7,5 Mia Lj das entfernteste, freiäugig sichtbare Ereignis | 5,8 mag | 30 Sekunden             |

### Amateurastronomie (mit Teleskopen)
Mit einem Teleskop von 25 cm Öffnungsdurchmesser können unter guten Sichtbedingungen Sterne bis ca. 14 mag beobachtet werden, wobei dies mit Astrofotografie noch verbessert werden kann. Nicht wenige Asteroiden und Zwergplaneten wurden von Amateurastronomen beobachtet und auch entdeckt.
Alle Messier-Objekte sind von Hobbyastronomen beobachtbar. Die Quasare 3C 273 (12,9 mag, 2,4 Milliarden Lichtjahre entfernt) und 3C 48 (16,2 mag, 3,9 Milliarden Lj) liegen noch innerhalb der Möglichkeiten von Amateurastronomen.

### Forschungsteleskope
- Das Vatican Advanced Technology Telescope kann transneptunische Objekte, die schwächer als 21 mag sind, nach ihrer Farbe klassifizieren und charakterisieren.
- Das Keck-Teleskop auf Hawaii kann Sterne bis zur 26. Magnitude detektieren,
- das Hubble-Weltraumteleskop bis zur 31.
- Vom James-Webb-Weltraumteleskop wird, im Infrarotbereich, eine Leistung bis zur 34. Magnitude erwartet.

### Berechnungen von Abstand, absoluter Helligkeit, Oberflächentemperatur und Größe
In der wissenschaftlichen Astronomie ist die scheinbare Helligkeit von herausragender Bedeutung, denn letztlich besteht alles Bildmaterial, das mittels Teleskopen gewonnen wird, aus Rasterdaten, wobei jeder Bildpunkt eine bestimmte scheinbare Helligkeit ausdrückt. Diese Rasterdaten lassen sich für die weitere (computergestützte) Analyse auswerten. Zum Beispiel werden Sterne mit zwei Farbfiltern, B (445 nm Wellenlänge, blaues Licht) und V (551 nm, gelb-grüner Bereich) fotografiert. Aus Parallaxen-Messungen kennt man die Distanz zum Stern – so lässt sich die absolute Helligkeit berechnen und aus dem Helligkeitsverhältnis unter den beiden Farbfiltern die Oberflächentemperatur des Sterns. Daraus lässt sich letztlich die Größe und die Entwicklung des Sterns abschätzen.

### Beobachtungen im Infrarot-Bereich
Weltraumteleskope beobachten, im Gegensatz zu terrestrischen Teleskopen, das Universum auch im Infrarotbereich. Diese Strahlung durchdringt Staub und ermöglicht die Beobachtung von Objekten, die im sichtbaren Bereich kaum strahlen, wie zum Beispiel:
- Planeten,
- Gaswolken,
- braune Zwerge und
- entstehende Sterne.

Das Gaia Weltraumteleskop liefert die für dieses Teleskop definierte G-Band-Magnitude.